# Colombario di Scribonio Menofilo
Il colombario di Scribonio Menofilo è un colombario dell'antica Roma, situato nei pressi di Villa Pamphili.

## Storia
Costruito durante l'età augustea, il colombario di Scribonio Menofilo fu utilizzato fino al II secolo. Venne individuato e in parte distrutto nel XVI secolo durante i lavori di costruzione di una galleria sotterranea tra la palazzina dell'Algardi e il casino Bonci. Fu nuovamente riscoperto nel 1984 quando la palazzina dell'Algardi fu interessati da lavori di ristrutturazione in quanto per sei mesi doveva ospitare la presidenza italiana della CEE.

## Descrizione
Originariamente il colombario doveva avere una parte superiore, a livello delle strada, andata completamente distrutta, come dimostrano i resti di pavimento in opus spicatum e pezzi di muratura, ed una inferiore, quasi del tutto conservata. La zona inferiore è costituita da tre sale: una principale, più grande, e due più piccole, poste lungo la parate nord, tutte coperte da volta a botte. L'accesso avviene mediante una scala in muratura con volta a botte, che corre parallela lungo i due ambienti più piccoli: in origine però si accedeva da una botola, posta a livello della strada, forse dov'era posto il vano superiore, tramite l'utilizzo di una scala a pioli.
Si arriva quindi ad uno dei due ambienti più piccoli, con parete sfondata proprio per permettere l'ingresso della scala, il quale presenta, oltre alle nicchie, una pavimentazione in opus scutulatum.
L'ambiente principale ha decorazione pittorica fino all'altezza della quarta o quinta fila di nicchie e ha come soggetti animali, frutti, maschere teatrali, ghirlande e paesaggi. In alcuni casi si conservano tracce di affresco tra la quinta e la sesta fila il cui tema è quello della storia di Roma. Il pavimento è in opus scutulatum nel quale sono stati inseriti pezzi di marmo come il pavonazzetto, l'africano e il giallo antico, dalle forme irregolari. Lungo il lato est si trova l'iscrizione in mosaico nero, contenuta in una tabula ansata a mosaico bianco, con il nome del probabile maggiore contribuente del colombario, il quale a sue spese contribuì sicuramente alla pavimentazione, ossia il liberto Scribonio Menofilo: questo possedeva anche alcune nicchie, le quali poi venivano donate a membri della propria famiglia, usanza tipica dell'epoca.
L'altro ambiente più piccolo presenta decorazioni pittoriche, tra la terza e la quarta fila di nicchie, che raffigurano pigmei e animali, mentre il pavimento è in mosaico bianco con l'inserimento di tessere colorate e decorazione centrale in pasta vitrea. La soglia che lo divide dalla sala principale è in mosaico con colori vivaci.
In totale il colombario era in grado di ospitare le ceneri di 500 persone ed erano disposte in larga parte in olle cinerarie: in alcuni casi queste aveva coperchio rovesciato e forato al centro, il modo tale da versare le libagioni direttamente all'interno, oppure mancavano del tutto. Tra una fila e l'altra di nicchie si trovano tabulae ansatae sulle quali sono dipinti i nomi dei defunti ospitati: talvolta le nicchie venivano rivendute e in alcune si può leggere il nome sia del vecchio che del nuovo proprietario, mentre in altri case erano tamponate e il nome lo si poteva leggere direttamente sulla tamponature. Inoltre, alcune nicchie, presentano decorazioni personalizzate come l'aggiunta di cornici in stucco o di oggetti.